# Forsaken (videogioco)
Forsaken è uno sparatutto in prima persona sviluppato da Probe Entertainment e pubblicato da Acclaim nel 1998.
Disponibile dapprima solo per Microsoft Windows e PlayStation, Iguana UK ne realizzò una versione per Nintendo 64.
Il 31 luglio 2018 è stata pubblicata una versione rimasterizzata per Microsoft Windows e Xbox One.

## Storia
Il gioco venne sviluppato tra il 1996 ed il 1998, poiché la società si fuse con la controllante Acclaim.
All'inizio avrebbe dovuto chiamarsi Project X, modificato successivamente in Condemned quando vennero aggiunti gli elementi della storia che avrebbero potuto portare ad un potenziale conflitto.

## Trama
In un lontano futuro, il progresso della scienza ha superato la capacità dell'umanità di tenerla sotto controllo. Durante un esperimento subatomico, un incidente provoca una reazione di fusione incontrollabile, distruggendo la superficie della Terra.
Un anno dopo, la Terra è stata classificata come "condannata" dalla teocrazia al governo, sancendo di fatto la legalità della fuga dal pianeta. Sul pianeta giunsero così mercenari provenienti da ogni parte del sistema solare per saccheggiare ciò che rimase della Terra, scontrandosi non solo tra di loro, ma anche coi robot che il governo lasciò a guardia del pianeta.

## Modalità di gioco
Forsaken possiede uno stile di gioco simile a quello di Descent, ovvero il giocatore possiede una libertà di movimento a 360°. Esiste una modalità giocatore singolo, dotata di livelli a difficoltà crescente, e sei multiplayer, dove fino ad un massimo di 12 persone si possono sfidare in deathmatch, cattura la bandiera e altre varianti a squadre.

### Gioco singolo
La storia si articola in 15 livelli - che a volte devono essere completati entro un limite di tempo - e di tanto in tanto sarà necessario scontrarsi con un boss alla fine. Gli obiettivi per completare una missione sono generalmente quelli di distruggere i nemici all'interno di un livello; alcuni di questi sono installazioni statiche (torrette di lancio missili), altri mobili (droni, altri mercenari). Inoltre in ogni livello vi è un cristallo nascosto, e una volta che tutti sono raccolti viene sbloccato un livello segreto.
La modalità single-player dispone di quattro livelli di difficoltà: facile, normale, difficile e caos totale. La differenza è che per ognuno di essi si incontrano nemici progressivamente più forti e si avranno meno munizioni a disposizione. Data l'elevata difficoltà della modalità caos totale, Acclaim pubblicò una patch 1.00 per ridurre la difficoltà del gioco.

### Multiplayer
Ci sono sei diverse modalità  multiplayer: free for all, Team Game, Capture The Flag, Flag Chase, Bounty Hunt, e Team Bounty Hunt, ognuna delle quali presenta varie opzioni.

## Project X
Project X è una versione multipiattaforma ed open source del gioco, disponibile come freeware e realizzata dai fan, creata a partire da un fork della patch finale, che corregge diversi bugs presenti nel gioco originale.